# テルナテ王国

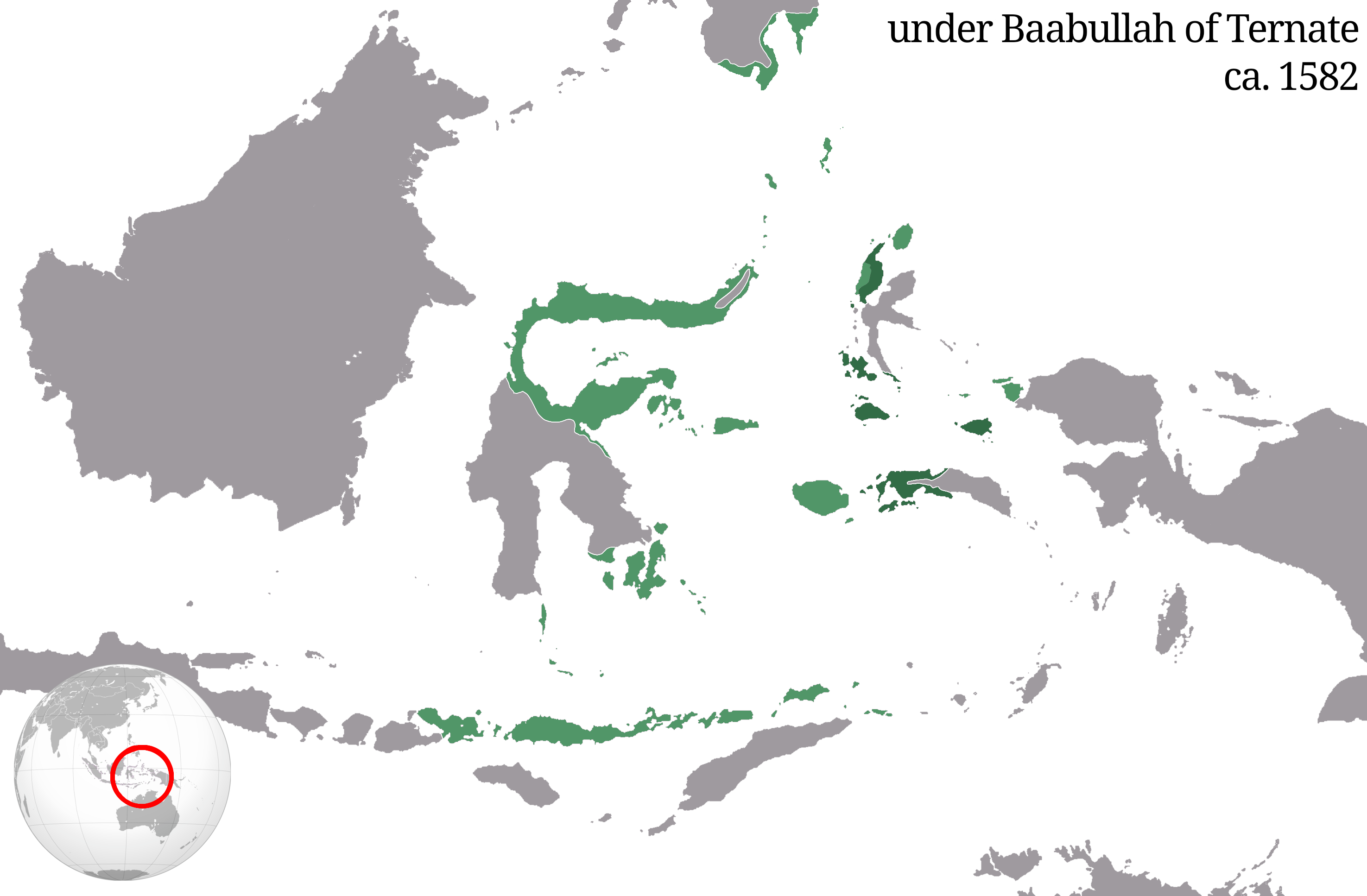
テルナテ スルタン国は、スルタン バブッラの統治下で 1582 年に栄光の頂点に達しました。

テルナテ王国（てるなておうこく、インドネシア語: Kesultanan Ternate）は、インドネシアにかつて存在したイスラム王国（スルタン国）の一つ。1257年にBaab Mashur Malamoによって建国された。16世紀、スルタン・バーブラの在世中に最盛期を迎え、インドネシア東部の大部分とフィリピン南部の一部にまで版図を広げた。テルナテ王国はクローブ（丁子）の主要な供給源であり、15世紀から17世紀にかけて地域大国であり続けた。
Baab Mashur Malamoの王室は現在でも存続しており、スルタンの称号を保持しているが、いかなる政治的な権力ももはや有してはいない。

## 歴史

### 先植民地時代
最初、Gapi王国と呼ばれていたが、後にその首都であるモルッカ諸島のテルナテの名により、テルナテ王国と呼ばれるようになった。テルナテは近隣のティドレとともにクローブの生産を独占し、テルナテ王国とティドレ王国のスルタンはインドネシア地域全体を見ても最も富裕で強大な君主となった。しかし、この二つの王国は反目しあい、互いの富を争いのためにいたずらに費やした。19世紀にオランダがモルッカ諸島を植民地化する以前は、テルナテ王国は少なくともアンボン、スラウェシ、パプアにまで名目的な支配を及ぼしていた。
貿易に拠って立ったテルナテ王国は、その結果として地域でも早くにイスラム教が受容された場所となった。15世紀末におそらくジャワからもたらされたイスラム教は、最初のうちごく少数の支配層が信仰するに過ぎなかったが、徐々に民衆にまで広がっていった。王室がムスリムとなったのはMurham（在位1465年 - 1486年）の治世で、その後継者であるZainal Abidin（在位1486年 – 1500年）はイスラム法を導入し、王国をスルタン国へと衣替えした（しかし、日本語では特に区別することなく王国と呼び続けている）。王の称号も、Kolanoからスルタンへと変えられた。
テルナテ王国の勢力が頂点に達したのは、16世紀後半、バーブラ（Baabullah 在位1570年 – 1583年）の治世である。この頃、王国はスラウェシ東部、アンボン、セラム、ティモール、ミンダナオ南部、そしてパプアの一部にまで影響を及ぼしていた。ティドレ王国との間には、周辺の支配をめぐって激しい競争が繰り広げられた。歴史学者のLeonard Andayaによれば、テルナテ王国とティドレ王国の「二元的な」競合関係は、モルッカ諸島の初期の歴史を語る上で最も重要なテーマである。

### 16世紀から現代へ
テルナテを訪れた最初のヨーロッパ人は、マラッカからやってきたフランシスコ・セラーン配下のポルトガル人であった。一行はセラム島付近で難破し、地元住民に救助された。これを聞きつけたスルタンBayanullah（在位1500年 - 1522年）は、異国の強力な軍勢を味方に引き入れる好機と見て、1512年、彼らをテルナテ島に招いた。ポルトガル人らは島に砦（今日、Kastellaとして知られている）を建てることを許され、1522年に築城を開始した。しかし、テルナテ人とポルトガル人との関係は最初から緊張を孕んでいた。
ヨーロッパから遠く離れた拠点では、自暴自棄に駆られた人々が欲望のままに行動することがまま見られた。キリスト教の宣教が試みられ、ムスリムであるスルタンとの関係はさらに緊迫した。1535年、スルタンTabarijiはポルトガル人によって廃位され、ゴアへと連れて行かれて、そこで改宗しDom Manuelという洗礼名を与えられた。その後、復位が認められてテルナテに送り返されたものの、1545年に途上のマラッカで死んだ。彼はポルトガル人の代父Jordão de Freitasにアンボン島を譲り渡した。スルタンHairunがポルトガル人に殺されると、テルナテ人は5年間も砦を包囲した末、ポルトガル人を追放することに成功した。ポルトガル人はモルッカ諸島における拠点をアンボン島に移すことになった。この地域でのヨーロッパの勢力は弱く、テルナテ王国はバーブラ（Baabullah 在位1570年 – 1583年）とその息子Saidの時代にその支配を広げ、強烈な反ポルトガルのイスラム国家に成長した。

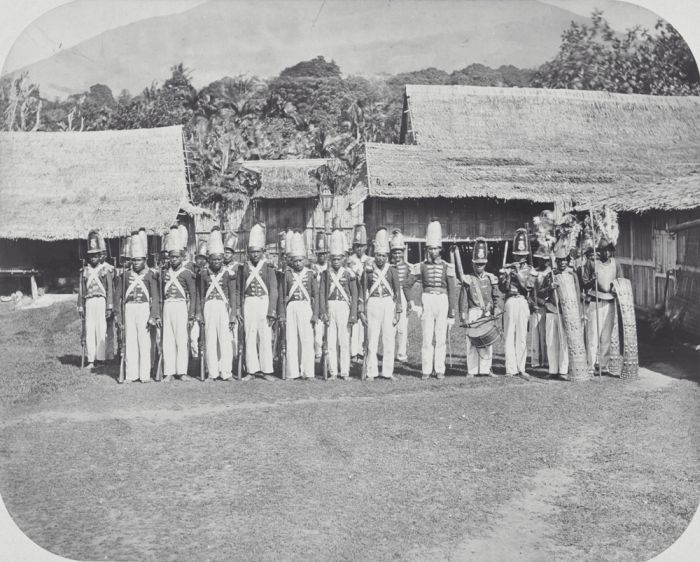
スルタンの近衛兵（1900年から1920年頃）

1606年、スペインがもとのポルトガルの砦を占拠し、スルタンとその近臣らをマニラに追放した。さらにオランダも1607年にテルナテの一部に進出し、テルナテ人の協力のもとMalayoに砦を建てた。以降、ティドレ王国と同盟を結んだスペインと、テルナテ王国と同盟を結んだオランダが対峙することとなった。テルナテ王国にとってみれば、オランダは歓迎すべきとまでは言えないものの、ティドレ王国とスペインに対抗するためには必要な存在になった。特にスルタンHamzah（在位1627年 - 1648年）のもとで、テルナテ王国は版図を拡大し、周囲への支配を強めた。オランダの王国への影響はまだ限られていたが、Hamzahとその孫のMandar Syah（在位1648年 - 1675年）は、反乱の鎮圧のためにオランダ東インド会社にいくらかの領土を譲り渡した。1663年、スペインはモルッカ諸島から撤退した。
かつての栄光を取り戻し、西洋の力を一掃することを望んでいたスルタンSibori（在位1675年 – 1691年）はオランダに宣戦を布告した。しかし、年月を経てテルナテ王国の衰退は著しく、結局1683年の条約で領土の割譲を迫られ、テルナテ王国はオランダとの対等な地位を喪失し、従属することになった。とはいえ、1914年に併合されるまでは、テルナテ王国はオランダの直接統治下には置かれなかった。
18世紀、テルナテにはオランダ東インド会社の出先機関が置かれ、モルッカ諸島北部における貿易の統制を図った。19世紀には香料貿易は全く振るわなくなっていたため、テルナテはオランダ植民地の中では外縁に追いやられた。しかし、オランダはこの地域に他国が進出するのを望まなかったので、テルナテの支配を維持した。1800年にオランダ東インド会社が国有化された後、テルナテはオランダのモルッカ諸島総督府（オランダ語: Gouvernement der Molukken）の一部となった。1810年、一時的にイギリスの占領下に置かれたが、1817年には奪回された。1824年、テルナテはハルマヘラ、ニューギニア西海岸、スラウェシ中東部海岸を含む行政区の首都となった。1867年、オランダ領ニューギニアの全体が行政区に編入されたが、それらは徐々にアンボン行政区に移管され、1922年には行政区自体が廃止された。
スルタンHaji Muhammad Usman（在位1896年 – 1914年）は、オランダへの最後の反乱を試みたものの失敗し、地位と財産を失ってバンドンへ追放され、1927年に死去した。1914年から1927年までスルタンは空位となったが、オランダの了解のもと、摂政団がIskandar Muhammad Jabir王子をスルタンに立てたことによりようやく解消された。